# 彭宣
彭宣（？—4年），字子佩，西漢淮陽陽夏（今河南省太康縣）人。彭宣精研《易經》，仕途幾度沉浮，於漢哀帝年間官至大司空，獲封長平侯。王莽權傾朝野後，彭宣請求退休獲准，數年後在封地壽終正寢，諡號「頃」。

## 生平

### 早年經歷
彭宣研習《易经》，拜張禹為師，被推選為博士，轉任東平國太傅。張禹因為是汉成帝的老師而受到尊敬、信任，他向朝廷舉薦說彭宣精通經典，威嚴穩重，可以委任政事，於是彭宣在永始三年進京擔任右扶風，翌年升遷為廷尉。其後由於彭宣是諸侯國出身的人，所以在元延二年被調離京城擔任太原郡太守。

### 宦海浮沉
幾年後，彭宣再度於绥和元年入京任大司農，隔年調職為光祿勳。汉哀帝即位後擔任右将军，建平元年改遷左將軍。過了一年多，漢哀帝打算任用丁、傅兩家外戚出任武臣，便下策書給彭宣說：「有關部門多次上奏說，諸侯國的人不能在宮中擔任警衛，將軍您不適宜掌管兵馬，身居高位。朕考慮將軍您肩負汉朝將領這麼重要的職位，而您的兒子此前又娶了淮阳王的女兒為妻，婚姻關係親密，這並不符合國家的制度。今派光祿大夫曼賞賜將軍您黃金五十斤，四匹馬拉的安車，請您交還左將軍的印綬，以關內侯的身份回鄉吧」。
彭宣被罷官後的數年間，諫大夫鮑宣多次推薦他。恰巧元壽元年的正月初發生日食，鮑宣再次進言，漢哀帝於是徵召彭宣入朝做光祿大夫，升遷御史大夫。元壽二年，漢哀帝更改三公官名，御史大夫改稱大司空，彭宣封長平侯。

### 急流勇退
此時正好遇上漢哀帝駕崩，新都侯王莽出任大司马，執掌朝政，獨攬大權。彭宣上書說：「三公如同鼎之三足，共同扶持君主，如果其中一足不勝任，就會有傾覆鼎中美食的危險。臣資質淺薄，年老多病，糊塗健忘，希望允許臣交出大司空、長平侯的印綬，請辭回鄉，等待填屍溝壑。」王莽將此事禀告太后王政君，太后給彭宣下達策書說：「您任職的時間不長，尚未建立卓著功德，迫於年老糊塗，難以輔佐國家，安撫天下。現在派光祿勳甄豐給您傳下詔書，請交上大司空的印綬，回到您的封國去吧。」王莽怨恨彭宣請求致仕，所以沒有按例賜給彭宣黃金和安車駟馬。彭宣居住在封地數年後去世，谥号為「頃」。其爵位傳給兒子，直到孫輩，王莽敗亡後，封國才斷絕。

## 評價
- 班固：彭宣見險而止，異乎苟患失之者矣[1]。
- 王夫之：平當、彭宣皆見稱於班固，宣未可與當並論也。當臨受侯封，臥病不起以固辭之，知世不可為，郁邑以死，可謂知恥矣。當之在位，丁、傅持權，而史稱帝雖寵任丁、傅，而政自己出，異於王氏；則當逡巡以死，而不忝無實之封，於自守之道未失也。若宣者，位司空為漢室輔，王莽殺兩后，誅異己，腹心爪牙交布朝廷，而元后為國賊之內主，此正宣肝腦塗地、激天下忠烈之氣、以救一線之危者，而為全軀、保妻子之謀，謝不能以引退，尚足為人臣子乎？龔勝、邴漢且猶在梅福之下，所任異也，而況宣位三公之重哉？宣者，與董贤、孔光並居臺輔而不慙者也，其生平可知矣。班固曰：「見險而止」，率天下以疾視君父之死亡而不恤，必此言夫[3]。

## 延伸閱讀
[在维基数据编辑]
 《漢書/卷071》，出自班固《漢書》